# 김민기 (치어리더)
김민기(2000년 8월 16일 ~ )는 대한민국의 여성 치어리더이다.